# Едін Дервісагіч
Едін Дервісагіч (хорв. Edin Dervišagić; нар. 30 квітня 1968) — колишній хорватський футзаліст.

## Біографія
У 1999 році Дервісагіч у складі «Промет-Оркану» грав на Турнірі європейських чемпіонів (2 матчі, 2 голи), а вже за півтора року дебютував у збірній. Майже одразу після дебюту, вже як гравець іншого загребського клубу «Пєтар РКМ», відправився на чемпіонат світу 2000 року, де зіграв в усіх шести матчах і забив свій єдиний гол у національній команді. У сезоні 2005/2006 у складі «Оркану» провів усі три матчі Кубку УЄФА та забив один гол у ворота донецького «Шахтаря».